# Jan Mniszek
Jan Mniszek z Bużenina na Myszyńcu herbu Poraj (zm. w 1734 roku) – podczaszy przemyski w latach 1732–1733, podczaszy sanocki w latach 1731–1732, podstoli żydaczowski w latach 1713–1731.
Był posłem ziemi przemyskiej na sejm 1720 roku. Był marszałkiem sejmików województwa ruskiego w 1720, 1733, 1734 roku. 10 grudnia 1733 roku został marszałkiem konfederacji województwa ruskiego, zawiązanej w obronie wolnej elekcji Stanisława Leszczyńskiego.